# Lyctus turkestanicus
Lyctus turkestanicus är en skalbaggsart som beskrevs av Pierre Lesne 1935. Lyctus turkestanicus ingår i släktet Lyctus och familjen kapuschongbaggar. Inga underarter finns listade i Catalogue of Life.